# Australutica quaerens
Australutica quaerens là một loài nhện trong họ Zodariidae.
Loài này thuộc chi Australutica. Australutica quaerens được Rudy Jocqué miêu tả năm 1995.